# Full hand
Full hand är ett musikalbum från 1985 med den svenske gitarristen Lasse Wellander.
Inspelningen skedde under oktober 1985 på KMH Studios, Stockholm. Producenter var Åke Grahn (även tekniker), Rutger Gunnarsson, Lasse Holm, Torgny Söderberg och Lasse Wellander. Skivnumret är CMM Records CMLP 102.
Vid inspelningen av detta album etablerades kontakt mellan Lasse Holm och Monica Törnell. Detta ledde fram till deras överraskande samarbete i Melodifestivalen 1986 med låten E' de' det här du kallar kärlek.

## Låtlista
Sida 1
1. Till Bergslagen
2. Mot Cassiopeia
3. Full hand
4. Hav utan hamn
5. Livet leker
6. Dyningar
7. Pastoralsvit op.19, Romance

Sida 2
1. Chess
2. Finska pinnen
3. Ge och ta
4. Lugna gatan
5. Vargavinter
6. Till Andreas och Ludvig

## Övriga musiker
- Rutger Gunnarsson – bas
- Per Lindvall - trummor och percussion
- Peter Ljung - klaviaturer
- Mats Ronander - sång på "Ge och ta"
- Sanne Salomonsen-Ronander - sång på "Ge och ta"
- Johan Stengård - saxofon
- Monica Törnell - sång på "Hav utan hamn”

Artemiskvartetten på "Till Andreas och Ludvig" 
- Mona Bengtsson - viola
- Åsa Forsberg – cello
- Ulrika Jansson - violin
- Christina Sunnerstam - violin